# Lukula (rivière du Mayombe)
Pour les articles homonymes, voir Lukula.
La rivière Lukula est un cours d’eau du Mayombe et un affluent du fleuve Shiloango. 

## Géographie
Elle prend source dans le nord du territoire de Seke-Banza dans le Congo-Kinshasa, coule à travers le territoire de Lukula du nord vers le sud, près de la localité de Lukula d’est en ouest, et ensuite du sud vers le nord pour se jeter dans la Shiloango près de Luali à la frontière avec l’Angola.